# NGC 5714
NGC 5714 ist eine 13,4 mag helle Spiralgalaxie vom Hubble-Typ Sc im Sternbild Bärenhüter und etwa 105 Millionen Lichtjahre von der Milchstraße entfernt.
Sie wurde am 12. Mai 1787 von Wilhelm Herschel mit einem 18,7-Zoll-Spiegelteleskop entdeckt, der sie dabei mit „"vF, pS, iF, sp 2 small unequal stars“ beschrieb.